# Lomtjärnen (Arvidsjaurs socken, Lappland)
Lomtjärnen är en sjö i Arvidsjaurs kommun i Lappland och ingår i Piteälvens huvudavrinningsområde. Sjön har en area på 0,0871 kvadratkilometer och ligger 431,5 meter över havet.

## Delavrinningsområde
Lomtjärnen ingår i det delavrinningsområde (731052-164247) som SMHI kallar för Namn saknas. Medelhöjden är 457 meter över havet och ytan är 2,03 kvadratkilometer. Det finns inga avrinningsområden uppströms utan avrinningsområdet är högsta punkten. Vattendraget som avvattnar avrinningsområdet har biflödesordning 3, vilket innebär att vattnet flödar genom totalt 3 vattendrag innan det når havet efter 205 kilometer. Avrinningsområdet består mestadels av skog (96 procent). Avrinningsområdet har 0,09 kvadratkilometer vattenytor vilket ger det en sjöprocent på 4,2 procent.